# Sony Vaio P11Z

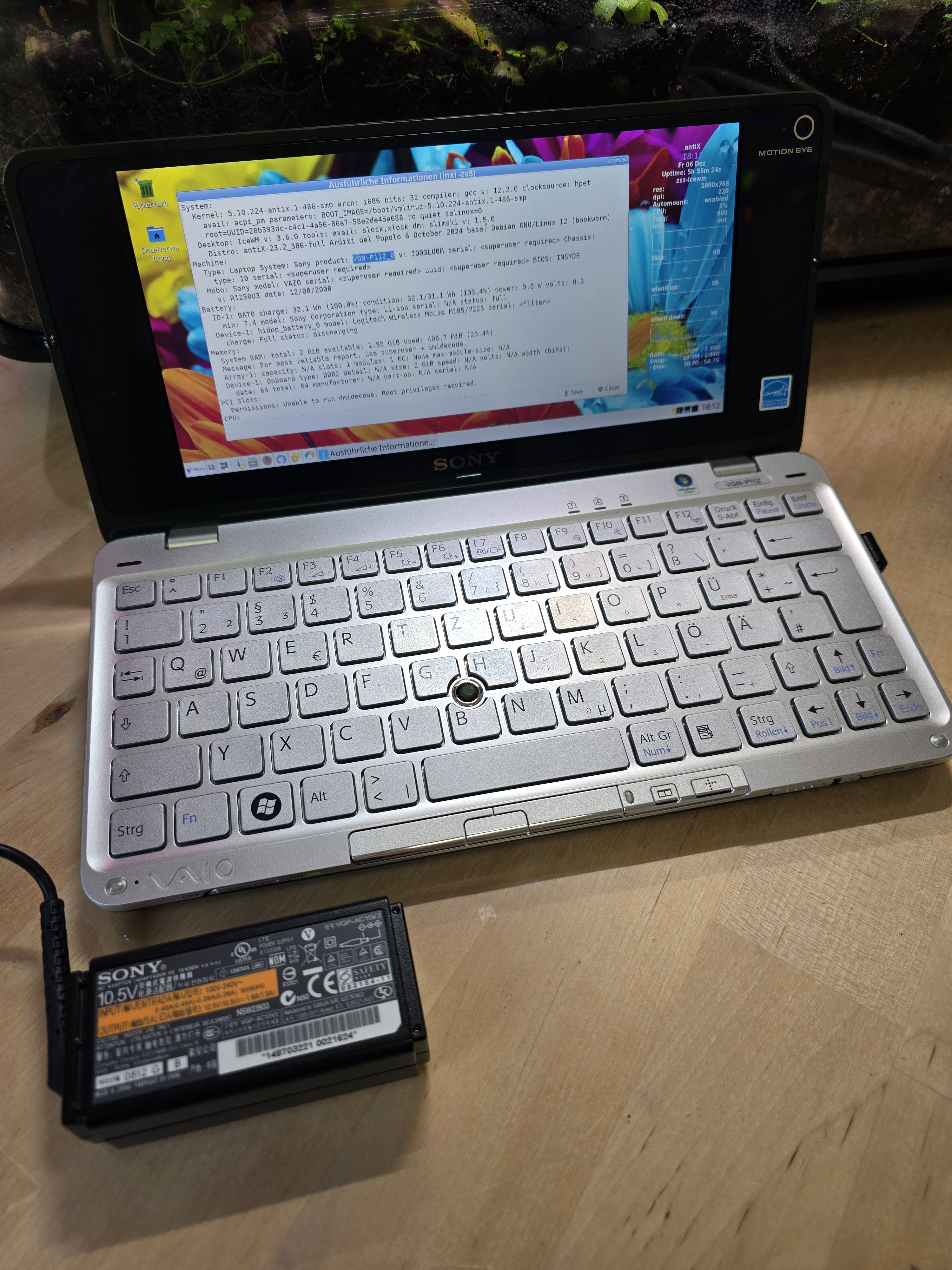

Der Sony Vaio P11Z ist ein kleiner Handheld-PC (im Format eines Mini-Notebooks/Netbooks), der 2010 auf den Markt kam. Er wiegt nur 638 Gramm, mit den Abmessungen von 120 × 245 × 19,8 Millimetern. Er wurde mit Windows Vista (32 Bit) ausgeliefert und war in vier verschiedenen Farben verfügbar: Weiß, Schwarz, Rot und Grün.

## Hardware
Der Sony Vaio P11Z enthält einen Intel Atom Z520 (1C/2T) mit 1,3 GHz mit einer Intel GMA 500 (200 MHz) iGPU, verfügt über 2 GB LPDDR2-Arbeitsspeicher und eine 60-GB-HDD mit 4200 Umdrehungen pro Minute. Der Bildschirm ist 8 Zoll groß, der mit einer Auflösung von 1600 × 768 (UWXGA) kommt. Die Anschlüsse sind jeweils zwei USB-A 2.0, ein Adapter (VGA), ein Kopfhöreranschluss und ein microSD-Kartenleser-Anschluss. Der Sony Vaio P11Z enthält einen Akku mit 16 Wattstunden und 2100 mAh.